# Joseph Stadler (Leichtathlet)
Joseph Francis Stadler (* 12. Juni 1880 in Cleveland, Ohio; † 25. Februar 1950 in Temple City, Kalifornien) war ein US-amerikanischer Leichtathlet.
Neben George Poage war Joseph F. Stadler der einzige afroamerikanische Leichtathlet bei den Olympischen Spielen 1904 in St. Louis. Stadler gewann Silber im Standhochsprung mit einer Höhe von 1,44 m und Bronze im Standdreisprung mit einer Weite von 9,60 m.